# Kari Hotakainen

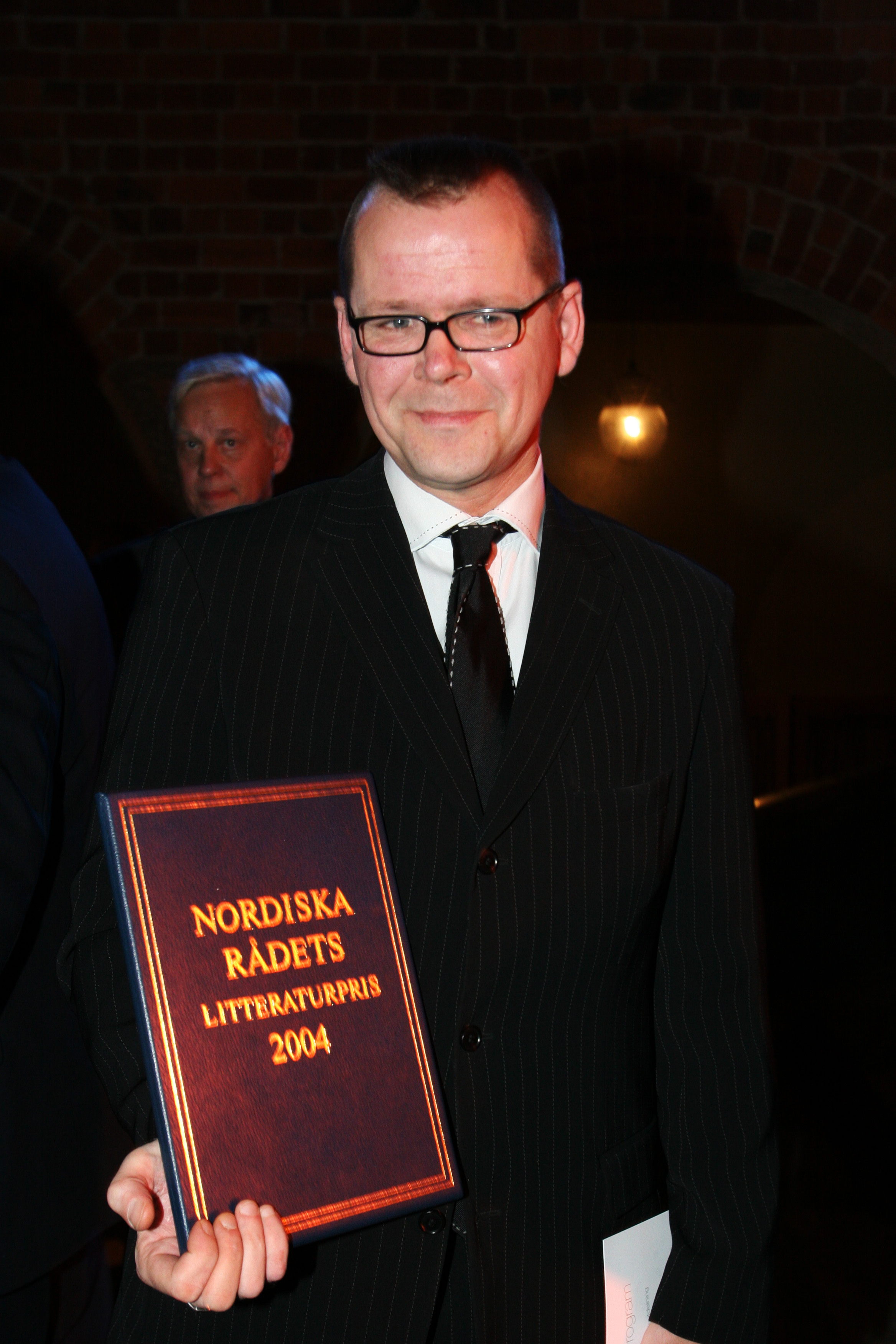
Kari Hotakainen (2004)

Kari Hotakainen (* 9. ledna 1957 Pori) je jeden z nejvýraznějších současných finských spisovatelů. Píše prózu i básně pro dospělé, knížky pro děti a rovněž divadelní a rozhlasové hry. Dále překládá a často se vyjadřuje k aktuální politické situaci.

## Život
Narodil se 9. ledna 1957 v Pori. Vystudoval finskou literaturu na univerzitě v Helsinkách. Několik let pracoval jako redaktor. Od roku 1996 je spisovatelem na volné noze.

## Dílo

### Romány
- 1991 – Buster Keaton: elämä ja teot (česky Buster Keaton – život a činy, Praha: Ivo Železný, 1999, překlad Viola Parente-Čapková, ISBN 80-237-3586-1) – debut, polofiktivní životopis známého komika
- 1993 – Bronks
- 1995 – Syntisäkki
- 1997 – Pariskunta, pukki ja pieni mies
- 1997 – Klassikko – dílo bylo zfilmováno
- 1999 – Sydänkohtauksia, eli, kuinka tehtiin Kummisetä
- 2002 – Juoksuhaudanie (česky Na domácí frontě, Praha: Dybbuk, 2006, 293 s., překlad Vladimír Piskoř, ISBN 80-868-6212-7)
- 2004 – Iisakin kirkko (česky Chrám svatého Izáka, Praha: Dybbuk, 2007, překlad Vladimír Piskoř, ISBN 978-808-6862-330)
- 2006 – Huolimattomat
- 2007 – Finnhits
- 2009 – Ihmisen osa (česky Role člověka, Praha: Dybbuk, 2011, 253 s., překlad Vladimír Piskoř, ISBN 978-807-4380-389)
- 2011 – Jumalan sana (česky Slovo boží, Praha: Dybbuk, 2012, 269 s., překlad Vladimír Piskoř, ISBN 978-807-4380-747)
- 2013 – Luonnon laki

### Básně
- 1982 – Harmittavat takaiskut
- 1985 – Kuka pelkää mustaa miestä
- 1987 – Hot
- 1988 – Runokirja
- 2000 – Kalikkakasa. Valitut runot 1982–1988

### Knihy pro děti a mládež
- 1990 – Lastenkirja
- 1997 – Ritva
- 2000 – Näytän hyvältä ilman paitaa
- 2004 – Satukirja

### Rozhlasové hry
- 1996 – Puutteellinen
- 1997 – Hurmaus
- 1997 – Keihäänheittäjä
- 1999 – Tulisuihku
- 2000 – Sitten kun kaikki on ohi

### Divadelní hry
- Hukassa on hyvä paikka, muzikál, Helsinské městské divadlo (1999)
- Sydänkohtauksia, Tamperské dělnické divadlo (2002), Městské divadlo Kuopio (2003)
- Punahukka, Divadlo KOM (2005), Městské divadlo Joensuu (2007), amatérské divadlo Riihimäen teatteri (2009)
- Kuka kukin on, Národní divadlo (2009)
- Ihmisen osa, Helsingin kaupunginteatteri (2011) (Ensi-ilta 24.2.2011)

## Ocenění
- 2002 – Cena Finlandia – za román Na domácí frontě
- 2004 – Literární cena Severské rady – za román Na domácí frontě